# Zenga Zenga

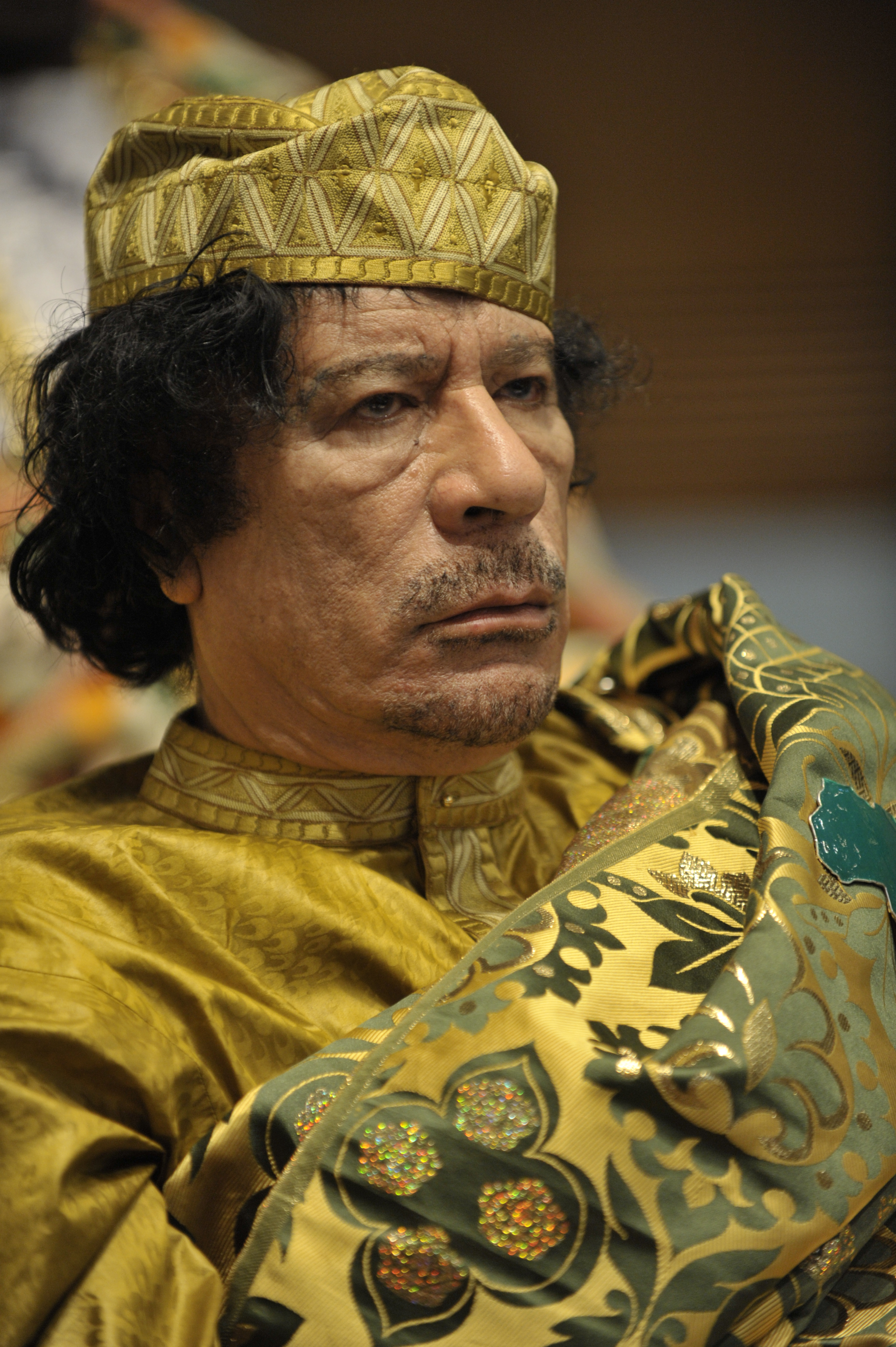
Muammar al-Gaddafi, o protagonista do clipe

Zenga Zenga é uma música viral composta por Auto-Tune que é estrelada pelo ditador Muammar al-Gaddafi. O som lançado em 22 de fevereiro de 2011 rapidamente se tornou um símbolo da Guerra Civil Líbia.
O som foi criado pelo israelense Noy Alooshe, que é músico e jornalista. O vídeo original já foi visto 4 milhões de vezes, e foi baseado na melodia do single Hey Baby (Drop It to the Floor).
No vídeo, o ditador repete em seu dialeto para que os fieis batalhem dedo por dedo, sala por sala, quarto por quarto, beco por beco, esta última palavra (que a escrita tradicional no alfabeto latino é zanqa) que é correspondente ao zenga do título da música.